# Charles Henry MacIntosh
Charles Henry MacIntosh, född 1820, död 1896, var en irländsk förkunnare inom Plymouthbröderna, mest känd för sin allegoriska bibelutläggning, välkänd från hans Mosebokkommentarer i fem band. Han var dispensationalist och tidskriftsredaktör. Han var av judisk börd.
MacIntosh var omåttligt populär inom Helgelserörelsen. Dwight Lyman Moody lär ha sagt, att om han tvingades vara på en öde ö, så var han en lycklig campare, hade han bara Bibeln och MacIntoshs Mosebokskommentarer.
Charles Spurgeon kommenterade hans Fjärde Mosebok-kommentar: "We do not endorse Plymouthism which pervades these notes, but they are frequently suggestive. Should be read cautiously".
MacIntosh fick lärjungar i sitt sätt att närma sig Moseböckerna, och särskilt tempelsymboliken. De främsta var Dirk H. Dolman och Wilhelm Bergling, som båda skrev böcker i ämnet.